# Thiomargarita namibiensis
Thiomargarita namibiensis è un batterio Gram-negativo. Rappresenta uno tra i più grandi batteri mai scoperti, con un diametro che può variare da 0,1 a 0,3 mm. Alcuni esemplari dalle dimensioni estreme, arrivano a misurare 0,75 mm di diametro.

## Scoperta
La specie è stata scoperta da Heide N. Schulz e altri biologi del Max Planck Institute di Brema nel 1997, nei sedimenti del fondale marino costiero di Walvis Bay in Namibia. Schulz e i suoi colleghi erano su una nave da ricerca russa al largo delle coste della Namibia, mentre stavano ricercando da campioni di fondale, i alcuni batteri mangiatori di solfuri appartenenti ai generi Thioploca e Beggiatoa. Tra i sedimenti del fondale notarono dei batteri con un colore insolitamente chiaro, che ha catturato il loro interesse. Finirono per scoprire un batterio molto più grande degli altri.
Nel 2005 è stato scoperto un ceppo strettamente correlato nel Golfo del Messico. Tra le altre differenze rispetto al ceppo namibiano, il ceppo messicano non sembra dividersi lungo un unico asse e di conseguenza non forma catene.

## Etimologia
Il termine Thiomargarita significa "perla di zolfo" e si riferisce all'aspetto esteriore delle cellule. Queste infatti, contengono microscopici granuli di zolfo che riflettono la luce incidente, conferendo loro una lucentezza perlacea. Come molti batteri coccoidi, la loro divisione cellulare tende a verificarsi lungo un unico asse, facendo sì che le loro cellule formino catene, un po' come fili di perle. Il termine namibiensis significa "della Namibia".

## Gigantismo
Le dimensioni esagerate che caratterizzano questa specie, la rendono visibile ad occhio nudo. Il gigantismo però, è solitamente uno svantaggio per i batteri. I batteri ottengono i loro nutrienti attraverso un processo di diffusione semplice attraverso la loro membrana cellulare, poiché mancano di un sofisticato meccanismo di assorbimento dei nutrienti. Un batterio di grandi dimensioni implicherebbe un piccolo rapporto tra superficie e volume cellulare, che limiterebbe molto l'assorbimento dei nutrienti a livelli soglia troppo bassi per la sopravvivenza. I batteri di grandi dimensioni potrebbero dunque morire di fame facilmente, a meno che non abbiano un meccanismo di assorbimento diverso. Thiomargarita namibiensis supera questo problema ospitando grandi vacuoli che possono essere riempiti con nutrienti.
Nel 2022 è stata annunciata la scoperta di una seconda specie dello stesso genere, Thiomargarita magnifica, che stabilirebbe un nuovo record di dimensioni, potendo superare 1 cm di diametro.

## Metabolismo
Thiomargarita namibiensis è chemolitotrofico ed è in grado di utilizzare il nitrato come accettore di elettroni terminale nella catena di trasporto degli elettroni. L'organismo ossida l'acido solfidrico (H2S) in zolfo elementare (S). Questo, si deposita come granuli nel suo periplasma ed è altamente rifrangente e opalescente, donando all'organismo le sembianze di una perla.
Mentre il solfuro è disponibile nel sedimento circostante, prodotto da altri batteri, il nitrato proviene dall'acqua di mare soprastante. Poiché il batterio è sessile, cioè non è in grado di muoversi autonomamente, e la concentrazione di nitrato disponibile fluttua considerevolmente nel tempo, immagazzina nitrato ad alta concentrazione (fino a 0,8 molare) in un grande vacuolo come un palloncino gonfiato, che è responsabile di circa l'80% della sua dimensione. Quando le concentrazioni di nitrati nell'ambiente sono basse, il batterio utilizza il contenuto del suo vacuolo per la respirazione. Pertanto, la presenza di un vacuolo consente una sopravvivenza prolungata nei sedimenti ricchi di zolfo. La non motilità delle cellule di Thiomargarita namibiensis è compensata dalle sue grandi dimensioni cellulari.
Ricerche recenti hanno anche indicato che il batterio può essere anaerobico facoltativo piuttosto che anaerobico obbligato, e quindi in grado di respirare con ossigeno se è abbondante.
Notevoli somiglianze genetiche e alimentari sono state trovate con il batterio Thioploca.